# تنظيم ذاتي (طب)

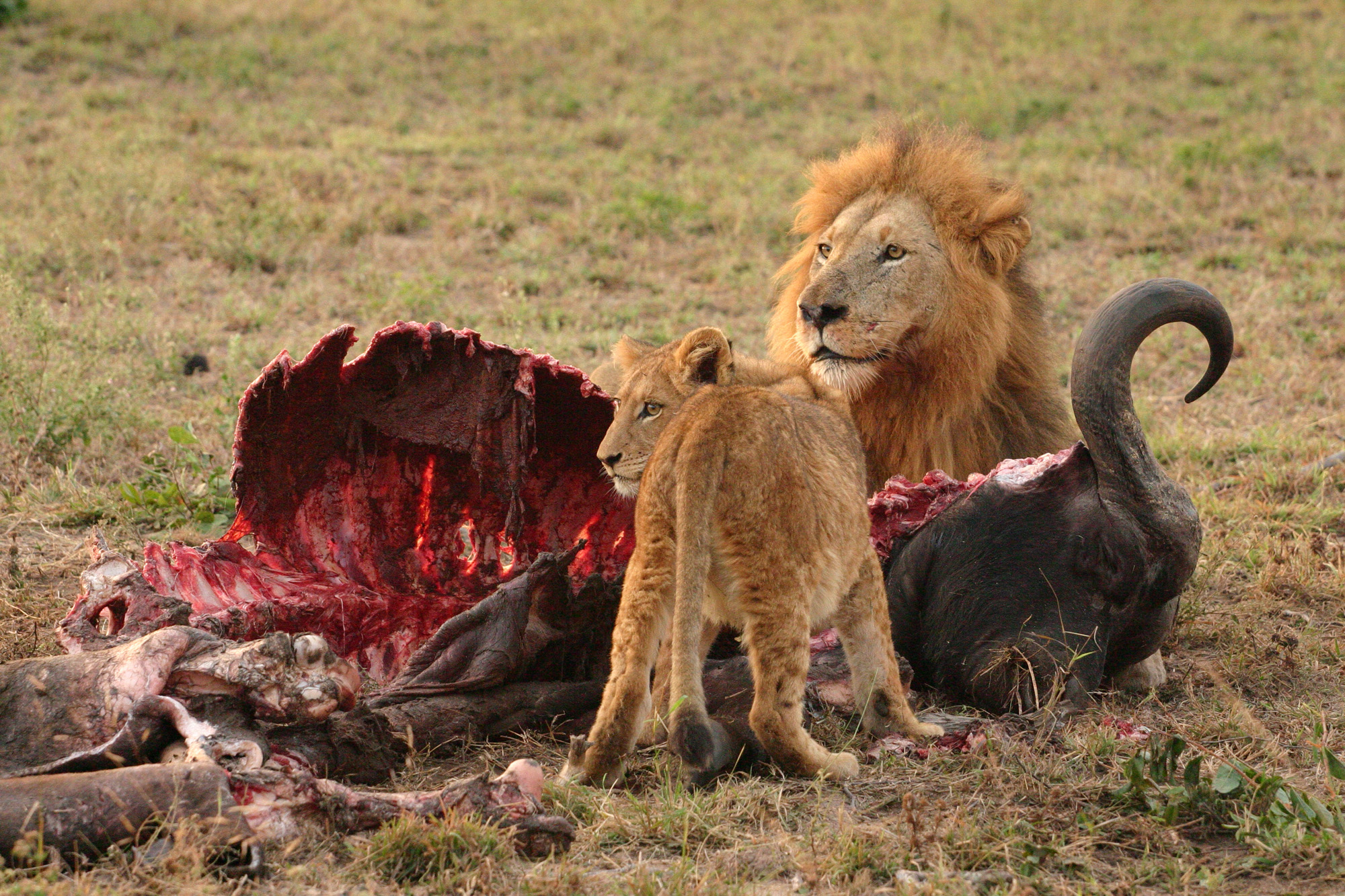

التنظيم الذاتي هو عملية تحدث في العديد من الأجهزة البيولوجية، وتحدث هذه العملية نتيجة لآلية تكيف داخلية تعمل على تعديل (أو تخفيف) استجابة هذه الأجهزة للمنبهات من حولها. وبينما تحدث عملية التنظيم الذاتي في معظم أجهزة الجسم بدرجة ما، فإنها تبدو أكثر وضوحًا في الكلية والقلب والدماغ. فـالتروية الدموية لهذه الأعضاء (خصوصًا الأخيرين) هي من الأمور الضرورية للحياة ويستطيع الجسم عن طريق التنظيم الذاتي أن يغير مجرى الدم (ومن ثم الأكسجين) إلى المكان الذي يحتاج إليه.

## التنظيم الذاتي الدماغي
يعد الدماغ من أشد أعضاء الجسم حساسية لفرط التروية مقارنة بأي عضو آخر، ومن هنا كان للتنظيم الذاتي الدماغي دورًا جوهريًا في الحفاظ على مستوى ضغط الدم في ذلك الجزء من الجسم. ويتوقف التنظيم الذاتي لجريان الدم إلى الدماغ عندما يظل ثاني أكسيد الكربون في مستوى مرتفع عما هو معتاد. لمزيد من المعلومات يمكنك الانتقال إلى ضغط التروية الدماغي.

## التنظيم الذاتي المستقل عن تغير الأطوال
التنظيم الذاتي المستقل عن تغير الأطوال، إذا ورد في سياق جهاز الدوران، فإنه يعني قدرة القلب على زيادة القلوصية واستعادة حجم الضربة عند تزايد الحمولة التِلوِيَّة.[2] وهذا يتناقض مع التنظيم المعتمد على تغير الأطوال. وهذا يتناقض مع التنظيم المعتمد على تغير الأطوال.

## التنظيم الذاتي الدوراني التاجي
لما كان القلب عضوًا شديد الارتباط بالهواء، إذ إنه يحتاج إلى الأكسجين لإنتاج ما يكفيه من ثلاثي فسفات الأدينوزين وفسفات الكرياتين من الأحماض الدهنية (والجلوكوز بدرجة أقل واللاكتات بنسب ضئيلة)، فإن الدوران التاجي يُنظم ذاتيًا بحيث يستقبل القلب القدر الكافي من الدم & ومن ثم الكمية المطلوبة من الأكسجين. وإذا كان تدفق الأكسجين كافيًا وارتفعت مقاومة الدوران التاجي (ربما نتيجة تضيق الأوعية)، فإن ضغط التروية التاجية (CPP) يرتفع تبعًا لذلك، ليبقى معدل التدفق كما هو. وهكذا يبقى التدفق في الدوران التاجي كما هو حتى وإن تغير الضغط. ويُعرف هذا الجزء من التنظيم في الدوران التاجي بالتنظيم الذاتي ويحدث في جزء مرتفع وهو ما يفسر استمرار تدفق الدم مع تغير المقاومة وضغط التروية التاجية. وإذا قسمنا معدل انحدار تدفق الدم الوريدي (CBF) على ضغط التروية التاجية فإننا نحصل على 1/المقاومة.

## التنظيم الذاتي الكلوي
هناك «تنظيم ذاتي» يحدث في تدفق الدم الكلوي ومعدل الترشيح الكُبَيْبي في الكِلى المنعزلة. إلا أنه يبدو أن كلاً من هذين الثابتين يتغيران إلى حد ما في الأحياء فمثلاً قد ينخفض ضغط الدم أثناء التدريب. التنظيم الذاتي هو الاستقلال النسبي - عن ضغط الدم المجموعي - لسرعة الترشيح الكبيبي ولجريان الدم الكلوي عن النطاق الفيسيولوجي لمتوسط الضغط الشرياني (من 80 إلى 180 مم من الزئبق تقريبًا)

## التنظيم الذاتي للجينات
وهذا يسمى «الجهاز ذو الحالة الثابتة». ومن أمثلة هذا النوع من التنظيم الذاتي الجهاز الذي يعمل فيه البروتين (أ) الذي يعد أحد نواتج الجين (أ) على "التنظيم الإيجابي لـ [ك‍?]مقالات قد تحوي أخطاء انتساخ إنتاجه عن طريق الارتباط بعنصر تنظيمي من عناصر الجين الذي يحمل نفس الترميز"
، ويُستخدم البروتين أو يُفقد بمعدل يرتفع بارتفاع تركيزه. وينشأ عن حلقة التغذية الراجعة وضعان محتملان؛ «تشغيل» أو «إغلاق». إذا ساهم عامل خارجي في زيادة تركيز البروتين (أ) ليصل إلى المستوى الحدي، فإن إنتاج البروتين (أ) يكون في وضع «تشغيل»، أي أن البروتين (أ) سيحتفظ بتركيزه في مستوى معين إلى أن تاتي منبهات أخرى لتقلله دون المستوى الحدي، ويحدث هذا عندما يكون تركيز البروتين (أ) غير كاف لإفراز الجين (أ) بمعدل يتجاوز مقدار فقد أو استخدام البروتين (أ).
ويستمر هذا الوضع («تشغيل» أو «إغلاق») بعد انقسام الخلية لأن تركيز البروتين (أ) يبقى كما هو بعد الانقسام الفتيلي. ومع ذلك قد تتسبب عوامل خارجية في اختلال هذا الوضع.